# خاط
خاط أو وادي خاط مركز في الجنوب الشرقي لمحافظة المجاردة في منطقة عسير.

## التاريخ
أصدر الأمير فيصل بن خالد بن عبدالعزيز أمره باعتماد مركز خاط وذلك تلبية لمطالب الأهالي وكان ذلك بعام 1433هـ.

## حدودها
يحدها من الشرق محافظة النماص، ومن الغرب قضريمة، شمالا تهوا (جبل)، ومن الجنوب مجموعة من التلال الصغيرة التي تمتد لمسافات بعيدة. يربط خاط بمدينة النماص عقبة سنان. يرتادها عدد كبير من السياح في فصل الشتاء لاعتدال أجواها.

## الطرق
ترتبط خاط مع باقي المدن بطرق معبده وغير معبده والبعض منها مزدوج كطريق خاط - المجاردة والبعض في قمة الخطورة والصعوبة كعقبة سنان التي تربط بين مركز خاط ومحافظة النماص وتبلغ اطوال الطرق المسفلتة بخاط بنوعيها الرئيسي والفرعي حوالى الثمانين كيلو مترا تساعد على ربط القرى ببعضها.
في عام: 1443هـ افتتح أمير منطقة عسير صاحب السمو الملكي الأمير تركي بن طلال بن عبد العزيز طريق التوحيد، والذي يربط النماص بالمجاردة مرورًا بمركز خاط. 

## الخدمات
حظيت مدينة خاط أسوة بمثيلاتها من مدن المنطقة ببعض الخدمات الحيوية ومنها:
- في مجال التعليم: بلغ عدد مدراس البنيين ست مدارس على مختلف المراحل فيها ما يزيد عن ألف طالب، وبها سبع مدارس للبنات فيها حوالي ألف وخمس مئة طالبة.
- النواحي الصحية: مركز صحي يخدم سكان المنطقة ومن يرتادها.
- الطرق: تبلغ اطوال الطرق المسفلتة بخاط بنوعيها الرئيسي والفرعي حوالى الثمانين كيلو مترا تساعد على ربط القرى ببعضها.
- الهاتف: في عام 1412هــ دخلت الخدمة الهاتفية لخاط الأمر الذي ساعد على ربط خاط بالعالم الخارجي.